# Інцидент 5 квітня
Інцидент 5 квітня або Тяньаньменський інцидент — події, що відбулись на пекінській площі Тяньаньмень 5 квітня 1976 року.

## Причини
8 січня 1976 року помер Чжоу Еньлай. Для багатьох громадян КНР він був героєм, і після того, як про це 9 січня повідомили по радіо і телебаченню, жителі Пекіна понесли вінки і квіти із білого паперу до Пам'ятника народним героям на Тяньаньмень. Через два дні після цього, коли кортеж з тілом Чжоу Еньлая відправився до місця кремації, вздовж усієї дороги, якою його везли, вийшли мільйони містян.
Однак Мао Цзедун з настороженістю ставився до Чжоу Еньлая і смерть старого соратника не дуже зворушила його. Урядове повідомлення про смерть Чжоу було досить стриманим, заводам і фабрикам було рекомендовано утриматися від проведення траурних мітингів. Ця образлива стриманість обурила китайців, і весною 1976 року по всій країні ходили обурливі розмови про неї і про коротку тривалість офіційного трауру яка здивувала усіх. Наприкінці березня, напередодні свята Цінмін, коли китайці традиційно поминають покійних, почався стихійний рух в його пам'ять. З метою обережності владою було віддано наказ про закриття кладовища, де відбулася кремація, а партійні активісти всіляко відмовляли населення від проведення будь-яких поминальних ритуалів. 25 березня 1976 в шанхайській газеті «Веньхуейбао» за вказівкою Чжан Чуньцяо була опублікована стаття, в якій Чжоу був зарахований до «каппутистів». Це викликало демонстрації в ряді міст в долині Янцзи. Особливого розмаху протести досягли в Нанкіні. Влада наказала пресі не давати ніякої інформації про події в Нанкіні, проте 31 березня звістки про них досягли Пекіна, де на площі Тяньаньмень вже кілька днів відбувались несанкціоновані мітинги.

## Траур
Влада Пекіна наклала заборону на покладання вінків, проте жителі міста залишили її без уваги. У неділю 4 квітня, в день свята Цінмін містяни понесли до Пам'ятника народним героям вінки в пам'ять про Чжоу Еньлая. До вечора гора з вінків досягла висоти 20 метрів, а до настання ночі на площі Тяньаньмень побувало близько двох мільйонів людей. Пізно ввечері відбулося екстрене засідання Політбюро ЦК КПК, на якому демонстрації були визнані «реакційними». Мер Пекіна У Де звинуватив у провокації заворушень Ден Сяопіна (сам Ден Сяопін, на засіданні був відсутнім). Політбюро вважало за необхідне прибрати з площі всі вінки. За ніч міська влада встигла очистити Тяньаньмень.
1. ↑  Immanuel C.Y. Hsü The Rise of Modern China — 6 — USA: OUP, 2000. — P. 818. — 1136 p. — ISBN 978-0-19-512504-7